# Ensemble Respighi
L'Ensemble Respighi è un'orchestra da camera fondata a Bologna nel 1995 dal violoncellista e direttore d'orchestra Federico Ferri.

## Attività e collaborazioni
Si è esibita in Italia e all'estero in numerosi festival e sale da concerto tra cui Ravenna Festival, Europalia, il Festival Pontino, l'Euterpe di Roma, il Teatro di Modena, il Teatro Fortuna di Fano, il Teatro Comunale di Bologna e il Teatro Alessandro Bonci di Cesena.
L'Ensemble Respighi ha collaborato con solisti italiani tra cui Bruno Canino, Franco Maggio Ormezowsky, Domenico Nordio, Danilo Rossi, Marco Rogliano e Gianluca Littera, e con attori quali Sandro Lombardi, Arnoldo Foà, Nando Gazzolo, Ugo Pagliai e Paola Gassman nell'ambito di progetti basati sulla commistione fra musica, teatro e letteratura.

## Esecuzione e registrazione di opere inedite
L'Ensemble Respighi ha eseguito e registrato in prima assoluta "Stagioni" di Adriano Guarnieri con solisti Marco Rogliano (violino) e Annamaria Morini (flauti). Ha inoltre inciso opere inedite di Paolo Benedetto Bellinzani, Nicola Francesco Haim, Martino Bitti e Franco Margola.

## Discografia
- 2003. Paolo Benedetto Bellinzani. Dodici sonate da chiesa a tre. Tactus TC682703
- 2005. Giuseppe Tartini. I concerti per Flauto. Tactus TC692002
- 2005. Nicola Francesco Haim e Martino Bitti. Dodici sonate da chiesa a tre. Tactus TC652701
- 2005. Antonio Vivaldi Le Quattro Stagioni e Adriano Guarnieri Stagioni. Tactus TC672244 (in collaborazione con Rai Trade)
- 2005. Antonio Vivaldi. Concerti per fagotto, archi e basso continuo - vol.1. Tactus TC672242
- 2005. Wolfgang Amadeus Mozart. Concerti per violino e orchestra - vol.1. Velut Luna
- 2005. Wolfgang Amadeus Mozart. Concerti per violino e orchestra e Sinfonia concertante per violino, viola e orchestra - vol.2. Velut Luna
- 2006. Giuseppe Tartini. Sei sonate a tre e "Il trillo del diavolo". Tactus TC692004
- 2006. Antonio Vivaldi. Concerti per oboe, archi e basso continuo - Vol.1. Tactus TC672245
- 2006. Nuove parole per le Stagioni. Tactus TC672246
- 2007. Luigi Boccherini. Concerti per violoncello e Sinfonie. Tactus TC 740206
- 2008. Antonio Vivaldi. Concerti per oboe, due oboi archi e basso continuo - Vol.2. Tactus TC672248
- 2008. Franco Margola. Musica per archi e Concerti per oboe. Tactus TC901301
- 2009. Antonio Vivaldi. Concerti per oboe, archi e basso continuo - Vol.3. Tactus TC672249
- 2009. Francesco Geminiani e Tommaso Giordani. Sonate per chitarra e basso continuo. Tactus TC680705
- 2010. Antonio Vivaldi. Concerti per fagotto, archi e basso continuo - vol.2. Tactus TC672251